# ساو لويز
ساو لويز مدينية برازيلية وهي عاصمة ولاية مارانهاو وبلغ عدد سكانها في 2007 1,021,385
وتقع المدينية في جزيرة هومونيا التي كان يسكنها السكان الاصلين (الهنود الحمر).

## توأمة
لساو لويز اتفاقيات توأمة مع:
- سانت لويس

## أعلام
- ليون سيلفا
- لويس روتشا
- مارسيو أرواخو
- لويس أوليفيرا
- بلبل كوستا

## وصلات خارجية
- بلديــة ساو لويز - بالبرتغالية